# Павел Высокий
Павел Высокий (ум. 1 января 1383 года (по древнему летоисчислению, 1382 года)) — старец Нижегородского Печерского монастыря, проповедник и духовный писатель.
Авторы Летописца Рогожского и Летописи Симеоновской в связи с его смертью писали, что Павел Высокий был старцем книжным, грамотным, «чюдным», жившим «добрым житием святым» и что «вся братиа по нем плакаша, яко и самому Дионисию прослезити по нем». Та же характеристика, но в более развитом виде, содержится в Летописи Никоновской, которая сообщает, что старец был автором книг «учительных» и посылал их к епископам. Однако никаких сочинений с его именем не сохранилось. По словам летописца, Павел был человек «философ велий», «много разсуден и полезен зело», а речь его, когда он прекращал своё безмолвие, была как бы растворена «солию божественной».
Филарет (Гумилевский) взял за основу эти сообщения и выдвинул предположение, что труды Павла Высокого представляли собой послания и имели учительный характер. По его мнению, если отталкиваться от этого, то старцу предположительно принадлежит целый ряд безымянных поучений, встречающихся в рукописях и соответствующих ему по тону и содержанию. В их число Филарет включил следующие сочинения: 1) «Поучение избрано от книг, како жити крестьяном» (рукописи XV и XVI веков); 2) «Поучение ко всем православным христианом» (рукописи XVI века); 3) «Слово ко всему миру» (рукопись 1555 года); 4) «Поучение отца духовного к детям» (рукопись 1555 года); 5) «Поучение некого отца духовного к сыну, како творити милостыни» (рукопись 1555 года); 6) Поучение о лихоимстве и пьянстве (рукопись XIV века); 7) Поучение о праздновании духовном и пьянстве (рукопись XIV века); 8) Слово о умерших (рукопись XV века); 9) «Слово о хрестьянстве» (рукописи XVI века, по языку XIV век). Эти сочинения, по мнению Филарета, «по языку и содержанию современные учительному Павлу». Рукописные сборники хранились в библиотеках гр. Румянцева, гр. Толстого, Царского и Синодальной.

## Комментарии
1. ↑  В третьем издании труда Филарета (Гумилевского) 1884 года, в Энциклопедическом словаре Брокгауза и Ефрона и Русском биографическом словаре упоминаются лишь пять сочинений: «Поучение, како жити крестьяном», «Послание отца к сыну духовному о спасении», «Поучение христолюбца к духовным братома», «Поучение, како подобает милостыню творити», «Поучение христианом». См.: Филарет (Гумилевский). Обзор русской духовной литературы, 862—1863. — СПб., 1884. — С. 82—83.; Павел Высокий // Энциклопедический словарь Брокгауза и Ефрона. — СПб., 1897. — Т. 44: Оуэн — Патент о поединках. — С. 545.; Вс С-й. Павел Высокий // Русский биографический словарь. — СПб., 1902. — Т. 13. — С. 65.